# Léo (ur. 1975)
Léo, właśc. Leonardo Lourenço Bastos (ur. 6 lipca 1975 w Rio de Janeiro) – brazylijski piłkarz grający na pozycji lewego obrońcy.

## Kariera klubowa
Karierę piłkarską Léo rozpoczął w klubie Americano FC wywodzącym się z miasta Campos dos Goytacazes. W 1996 roku zadebiutował w barwach pierwszej drużyny, a w 1997 przeszedł do União São João z Araras, leżącym w stanie São Paulo. W União São João grał do 1998 roku, a w 1999 przeszedł do SE Palmeiras, jednak w drużynie prowadzonej wówczas przez Luiza Felipe Scolariego rozegrał zaledwie jedno spotkanie i w 2000 roku odszedł do Santos FC. W barwach Santosu stał się podstawowym zawodnikiem, a w 2002 roku wywalczył mistrzostwo Brazylii. W 2003 roku dotarł do finału mistrzostw Brazylii, a także finału Copa Libertadores, w którym drużyna „Peixe” okazała się gorsza od Club Atlético Boca Juniors. Mistrzostwo Brazylii Leonardo zdobył także w 2004 roku, a w Santosie występował do lata 2005 roku. Łącznie dla tego klubu rozegrał 201 spotkań i zdobył 9 goli.
Latem 2005 roku Léo przeszedł za 250 tysięcy euro do portugalskiej Benfiki. W klubie z Lizbony zadebiutował 18 września w wygranym 4:0 meczu z União Leiria. W Benfice stworzył linię obrony wraz z rodakami Luisão oraz Andersonem. W 2006 roku zajął z Benfiką 3. miejsce w portugalskiej lidze. Podobnie było w 2007 roku, a w 2008 Benfica była dopiero 4. w lidze. Obecnie Léo walczy o miejsce w składzie z Portugalczykiem Jorge Ribeiro.
| Sezon   | Klub           | Kraj       | Rozgrywki             | Mecze | Bramki |
| ------- | -------------- | ---------- | --------------------- | ----- | ------ |
| 1996    | Americano FC   | Brazylia   | Campeonato Brasileiro | 32    | 5      |
| 1997    | União São João | Brazylia   | Campeonato Brasileiro | 21    | 0      |
| 1998    | União São João | Brazylia   | Campeonato Brasileiro | ?     | ?      |
| 1999    | SE Palmeiras   | Brazylia   | Campeonato Brasileiro | 1     | 0      |
| 2000    | Santos FC      | Brazylia   | Campeonato Brasileiro | 16    | 0      |
| 2001    | Santos FC      | Brazylia   | Campeonato Brasileiro | 17    | 0      |
| 2002    | Santos FC      | Brazylia   | Campeonato Brasileiro | 24    | 4      |
| 2003    | Santos FC      | Brazylia   | Campeonato Brasileiro | 42    | 3      |
| 2004    | Santos FC      | Brazylia   | Campeonato Brasileiro | 44    | 2      |
| 2005    | Santos FC      | Brazylia   | Campeonato Brasileiro | 6     | 0      |
| 2005/06 | SL Benfica     | Portugalia | Superliga             | 26    | 0      |
| 2006/07 | SL Benfica     | Portugalia | Superliga             | 27    | 1      |
| 2007/08 | SL Benfica     | Portugalia | Superliga             | 27    | 0      |
| 2008/09 | SL Benfica     | Portugalia | Superliga             |       |        |

## Kariera reprezentacyjna
W reprezentacji Brazylii Léo zadebiutował 31 maja 2001 roku w wygranym 2:0 meczu z Kamerunem, rozegranym w ramach Pucharu Konfederacji 2001. Z Brazylią zajął 4. miejsce na tym turnieju. Z kolei w 2005 roku wystąpił w Pucharze Konfederacji 2005, który Brazylia wygrała, dzięki zwycięstwu 4:1 w finale nad Argentyną. Do 2005 roku Léo rozegrał 16 spotkań w drużynie „Canarinhos”.